# Port morski Puck
Port morski Puck – port morski nad Zatoką Pucką, w woj. pomorskim w Pucku. Jest portem z przystanią rybacką i niezależną mariną jachtową. Stanowi bazę dla floty rybackiej i rozwijającej się żeglugi turystycznej, jest także ośrodkiem sportów wodnych.
W porcie znajduje się Harcerski Ośrodek Morski Puck, który posiada flotę jachtów balastowych, mieczowych i motorowych oraz remontową halę szkutniczą.
Corocznie 28 czerwca ma miejsce Morska Pielgrzymka Rybaków, którzy płyną po mszy w kościele w Kuźnicy do puckiej przystani rybackiej, znajdującej się nieopodal kościoła pw. św. Apostołów Piotra i Pawła.

## Położenie
Port Puck jest położony na zachodnim wybrzeżu Zatoki Puckiej na Pobrzeżu Kaszubskim. Znajduje się w północnej części woj. pomorskiego, w powiecie puckim, w północnej części miasta Pucka.

## Infrastruktura

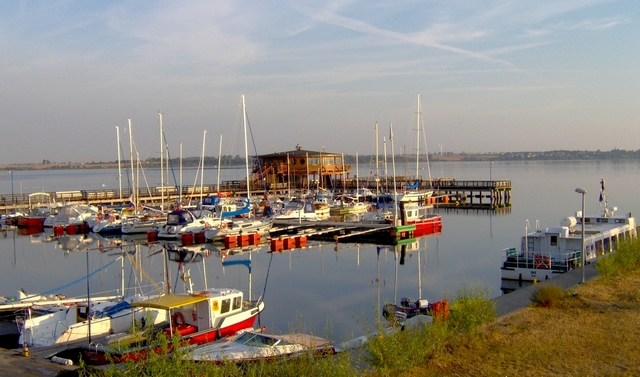
Marina jachtowa

Port Puck tworzą dwa baseny portowe oddzielone plażą i obiektami Harcerskiego Ośrodka Morskiego. Poza basenem Rybackim i basenem Jachtowym, na zachód od portu znajdują się także nieużytkowane baseny pozostałe po dawnym lotnisku nadmorskim.
Według rozporządzenia Ministra Transportu i Gospodarki Morskiej z 1999 roku, port morski w Pucku obejmuje obszar od wschodniego falochronu basenu Jachtowego do rowu melioracyjnego przy zachodniej części basenu Rybackiego, a także obszar do ulic Tadeusza Kościuszki i Żeglarzy.
Ruchem statków kieruje Bosmanat Portu Puck podległy pod Kapitanat Portu Władysławowo. Infrastrukturą portową administrują Urząd Morski w Gdyni oraz miasto Puck.

### Marina jachtowa
Marina jachtowa (żeglarska) w Pucku przyjmuje jednostki o długości kadłuba do 20 m i zanurzeniu nieprzekraczającym 2,8 m. Przystań osłaniają: od zachodu molo spacerowe o długości 190 m oraz falochron wschodni o długości 180 m. Do przystani prowadzi wejście o szerokości 30 m. Głębokości: na podejściu 1,5–3,5 m, w basenie 0,7–3,5 m.
Z ramienia władz miasta Pucka administratorem mariny jest Miejski Ośrodek Kultury Sportu i Rekreacji w Pucku.

### Przystań rybacka

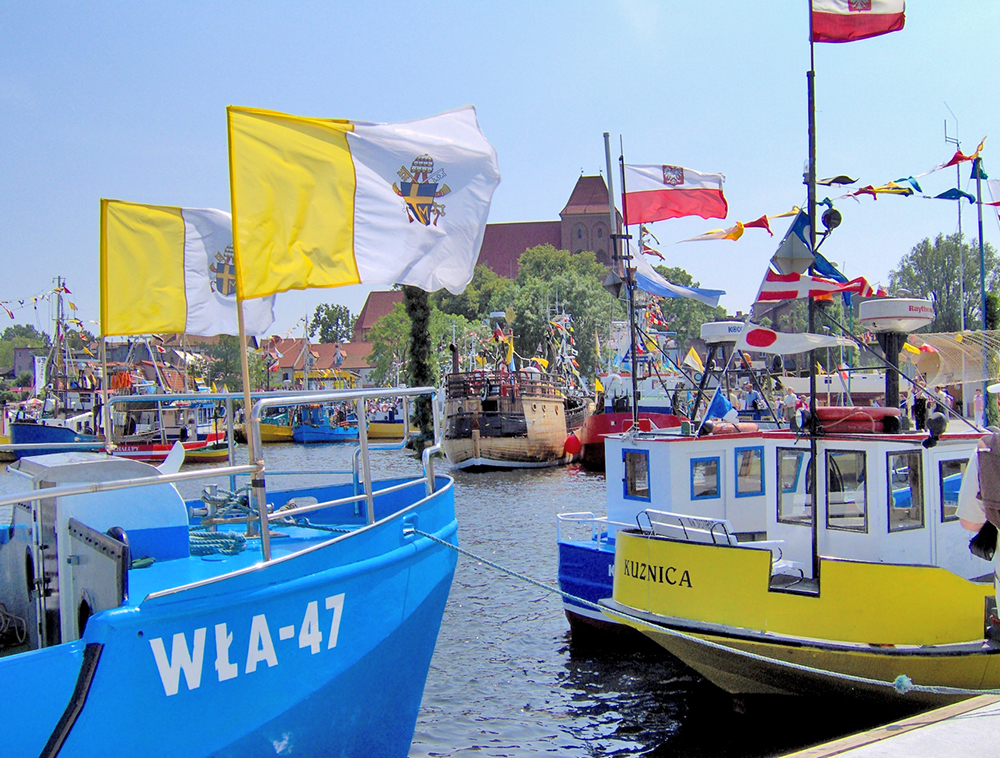
Przystań rybacka podczas pielgrzymki do Pucka

Basen Rybacki posiada prostokątny kształt i 3 nabrzeża, o długościach: wschodnie 67 m, południowe 40 m, zachodnie 74 m. Głębokości w basenie wahają się od 2,5 m do 3,5 m.
Od wschodniej części basenu Rybackiego odchodzi zakotwiczony falochron (pomost) pływający o długości 80 m i szerokości 4 m. Na głowicy falochronu zainstalowano zielone światło błyskowe grupowe o okresie 5 sekund [0,5 + (1,0) + 0,5 + (3,0)], zasięgu 2 Mm i wysokości światła 3,6 m n.p.m.
Kutry miejscowych rybaków pływają z sygnaturą PUC na burcie.

### Baseny portowe przy dawnym lotnisku
Na północny zachód od basenu Rybackiego puckiego portu znajdują się dwa małe baseny portowe. Wschodni basen posiada nabrzeża betonowe, a jego wejście osłania drewniany falochron. Basen ten może być dostępny dla niewielkich jednostek pływających. Minimalna głębokość na podejściu do basenu wynosi 2,4 m, a głębokość w basenie wynosi ok. 2,0 m.
Sąsiedni basen zachodni ze zniszczonym drewnianym falochronem jest niedostępny dla żeglugi.

## Historia
Blisko przystani, w przybrzeżnych wodach znajdują się ślady wczesnośredniowiecznego portu, który został odkryty w latach 70. XX wieku.
W okresie międzywojennym obszar przy basenach portowych stanowił lotnisko wojskowe, gdzie stacjonował Morski Dywizjon Lotniczy.